# Rangomarama humboldti
Rangomarama humboldti är en tvåvingeart som beskrevs av Jaschhof och Raphael K. Didham 2002. Rangomarama humboldti ingår i släktet Rangomarama och familjen Rangomaramidae. Inga underarter finns listade i Catalogue of Life.